# ウィーン証券取引所

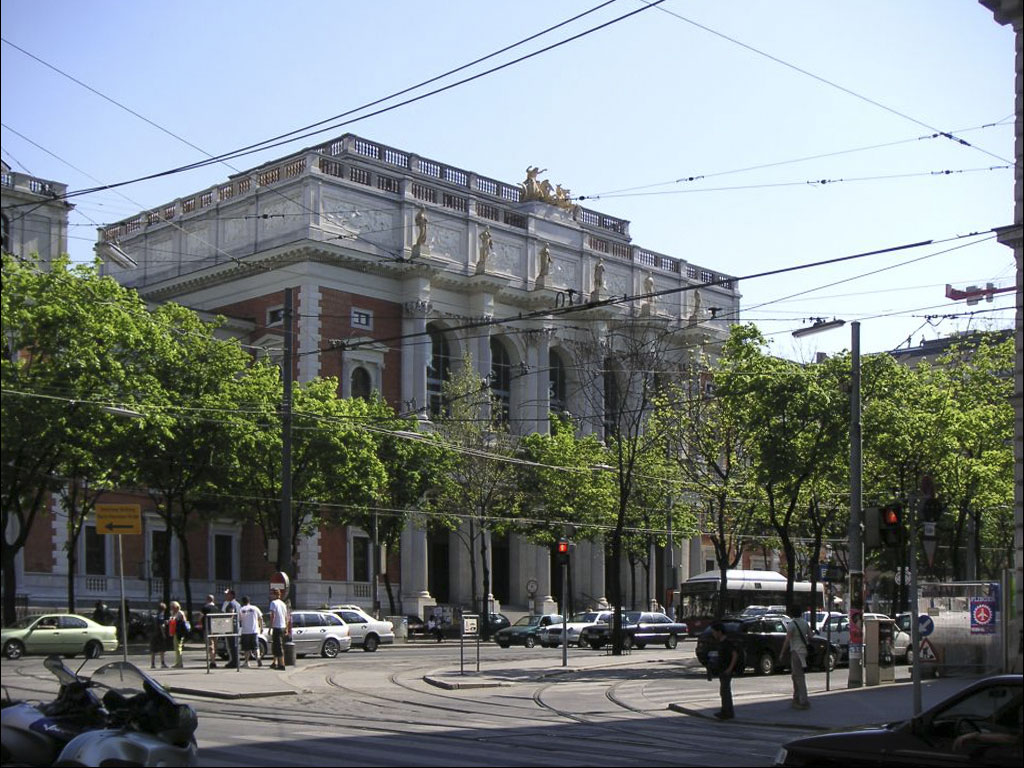
ウィーン証券取引所

ウィーン証券取引所（Wiener Börse AG、WBAG）は、オーストリアの首都ウィーンにある証券取引所。CEE証券取引所グループの中心。オーストリア国内だけでなく、中東欧における証券取引所において重要な役割を果たしている。土日あるいは同証券取引所が事前に宣言した休日を除いて、毎日営業している。

## 歴史
WBAGは、世界の中でも歴史ある証券取引所の一つで、1771年に設立された。当時はハプスブルク帝国の時代で、マリア・テレジアの治世下にあった。国債発行を通じた資金調達のために設立されたのが起源である。
1873年5月9日におけるウィーン証券取引所の崩壊は、オーストリア国内のみでなく世界経済に影響を与えたとされる。普仏戦争の勝利による賠償金などで好況にあり、企業の設立が相次いでいた隣国ドイツでは、この金融危機が波及したことで「Gründerkrach」「founders' crash」と称される事態を生じさせ、多くの新興会社が倒産に追い込まれた。影響はアメリカ合衆国にまで及び、同国の銀行家ジェイ・クックの金融会社が9月には破綻するに至った。こうした一連の経済混乱は「The Panic of 1873」と称され、これが1896年頃まで続く世界的な長期不況（Long Depression）の始まりとも考えられている。